# Delain
Delain — нидерландская группа, исполняющая музыку в стиле симфоник-метал. Коллектив был основан в 2002 году Мартейном Вестерхольтом, бывшим клавишником Within Temptation.

## История

### Создание группы
Delain была основана Мартейном Вестерхольтом, бывшим клавишником и братом одного из основателей группы Within Temptation, Роберта Вестерхольта. Он оставил Within Temptation в 2001 году, когда заболел инфекционным мононуклеозом. После выздоровления в 2002 году он основал Delain. Мартейн написал список талантливых музыкантов, которых он хотел бы видеть в своей группе, и начал связываться по телефону с каждым из них по отдельности, высылая им демозаписи своих песен. Вскоре он осознал, что его предполагаемый список начал материализовываться в проект международного характера. Он назвал его Delain, вдохновленный королевством Делейн из книги Стивена Кинга «Глаза дракона». В июле 2005 группа Delain подписала контракт со звукозаписывающей компанией Roadrunner Records, одним из самых известных метал-лейблов и идеальным партнёром для Delain. Идеальным — по причине их международных контактов и знания жанра. Вскоре после всего этого Delain начали запись их дебютного альбома в Германии, Финляндии, Швеции и Нидерландах с Оливером Филипсом и Мартейном, в студии, которой Стефан Хеллеблэд (Opeth, Rammstein и Dark Funeral) производил завершающий этап сведения.

### Lucidity(2006—2007)
Дебютный альбом группы Delain. В записи кроме Мартейна Вестерхольта приняли участие финский басист Марко Хиетала (Nightwish, Tarot), гитарист Ян Ирлунд (бывший музыкант группы Lacrimosa) и норвежская вокалистка Лив Кристин (ex-Theatre of Tragedy, Leaves’ Eyes), а также певица Шарон ден Адель (Within Temptation), гитарист Ад Слёйтер (Epica), барабанщик Ариен ван Весенбек (God Dethroned), певец Джордж Остхук и гитарист Гюс Эйкенс (ex-Orphanage). Delain, ко всему прочему, приютил новый талант: молодая и практически неизвестная певица Шарлотта Весселс (ex-To Elysium) исполнила практически все вокальные партии в альбоме.

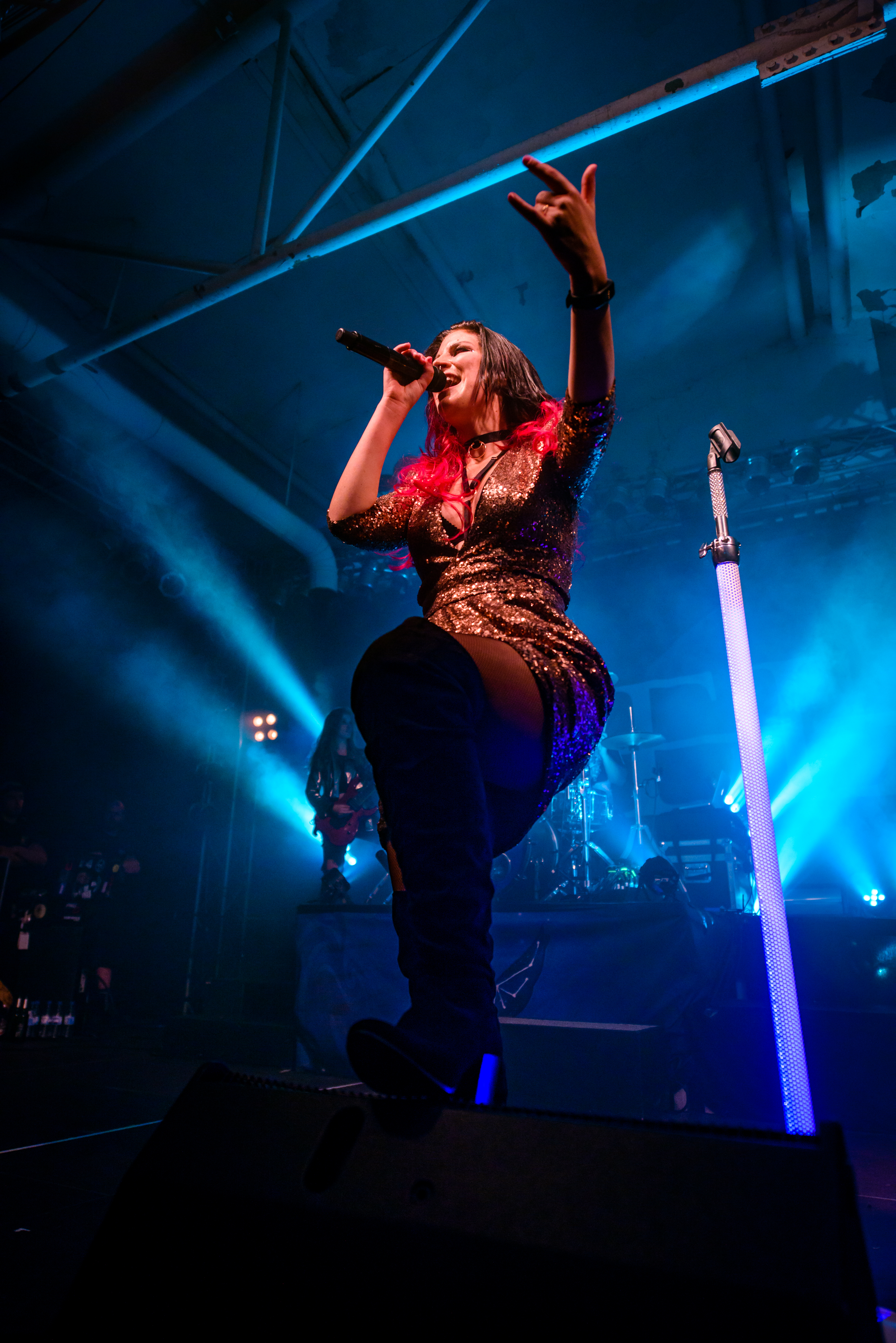
Шарлотта Весселс — вокалистка Delain

Delain — это исключительная группа, по причине структуры и организации их проекта как такового. Многие музыканты и вокалисты оставили свой отпечаток на музыке в альбоме Lucidity. «Я хотел поддержать и улучшить взаимодействие и взаимопонимание между различными музыкантами» — говорит лидер проекта Мартейн. Но, несмотря на его ведущую роль, он предоставлял достаточно места для личного вклада и самовыражения каждого. «Я думаю, что это важно, создавать позитивные вибрации в студии. В заключении хочу сказать, что очень горд тем звуком, которого мы добились впоследствии, но я также убедился в том, что моё эго не нашло бы пути к лучшему итоговому результату, если бы не моя команда».
Несмотря на то что Delain в первую очередь является проектом Мартейна, одарённая Шарлотта Весселс стала сердцем этой группы. Мартейн написал большую часть всех песен, вокальные характеристики голоса Шарлотты в которых помогли Delain приобрести индивидуальность. Её спокойный и чистый голос отличается от высокого оперного вокала, такого типичного для готического жанра. Мартейн познакомился с Шарлоттой случайно, тогда он ещё не искал вокалиста в группу, поэтому попросил её просто написать несколько текстов и вокальных партий. Но когда он услышал в студии несколько песен в её исполнении, он был настолько потрясен, что незамедлительно сделал ей предложение присоединиться к группе.
Lucidity содержит в себе несколько дуэтов: Лив Кристин с Марко Хиетала в песне «Day for Ghosts» и с Шарлоттой Весселс в «See Me in Shadow». Вокал Шарон ден Адель является контрпартией сильному и глубокому вокалу Марко в песне «No Compliance», а гроулинг Джорджа Остхука комбинируется с нежным голосом Шарлотты в некоторых других песнях.
«Я люблю красивую, меланхоличную и мощную, даже эйфорическую музыку. Но важнее всего для меня, это какой настрой музыка несёт в себе», объясняет Мартейн.
Релиз альбома начался с презентации его первого сингла Frozen, который включает те же составляющие, что и большинство песен в Lucidity: лёгкие в понимании припевы, тяжёлые проигрыши, гитарные соло, но также и мелодические, спокойные отступления.

### April Rain(2008—2010)
Их второй альбом, April Rain, был выпущен 9 февраля 2009 года. Ведущим синглом стал заглавный трек «April Rain», за которым последовала «Stay Forever». Группа активно гастролировала в поддержку альбома, посетив множество новых стран, таких как Соединенные Штаты и Мексика, а также выступая на громких фестивалях в Европе, включая Hellfest, Lowlands, Wacken Open Air и Sonisphere. В феврале 2010 года Delain объявили, что они начали работу над своим третьим альбомом, и что басист Роб ван дер Лоо покинет группу в том же году из-за нехватки времени. В марте Отто Шиммельпеннинк ван дер Ойе был объявлен преемником Роба. 4 октября 2010 года Delain объявили, что они расстаются с гитаристом Эвутом Питерсом. 17 апреля 2011 года было объявлено, что его заменит Тимо Сомерс.

### We Are the Others(2011—2013)
Во время своих концертов 2011 года Delain дебютировали с тремя новыми песнями — «Manson» (позже переименованной в «Mother Machine»), «Get the Devil Out of Me» и «Milk and Honey» — с их третьего альбома, We Are the Others. В интервью изданию Sonic Cathedral Весселс рассказала о том, какое вдохновение она черпала в деле Софи Ланкастер: Я помню, когда я впервые услышала об этом … это было не в голландских новостях, я просто услышала об этом через интернет и готическую сцену … Об этом был снят фильм, короткометражный фильм продолжительностью около четырех минут. Я увидела это и просто заплакала. Это так невероятно грустно! После просмотра фильма я действительно ничего с ним не делала, пока мы не начали работать над «We Are the Others». Но основная идея текста песни была именно в этом. Предполагалось, что это просто песня о «we are the others» и чувстве единения. С одной стороны, гордиться тем, кто ты есть, независимо от того, отклоняешься ли ты от нормы каким-либо способом, которым ты отклоняешься от нормы. Но, с другой стороны, это также своего рода песня для «других». Мы просто хотели песню о принятии.
Первоначально альбом планировался к выпуску в начале 2012 года, дата выхода альбома была неизвестна из-за покупки Warner Music лейбла Roadrunner Records. Однако через сообщение в Facebook на официальной странице группы было объявлено, что альбом выйдет 1 июня 2012 года, а первый сингл с альбома «Get the Devil Out of Me» выйдет 13 апреля 2012 года на CNR Music, которая сменила Delain у Warner Music. Вторым синглом с альбома стал заглавный трек «We Are the Others». 3 ноября было объявлено, что Delain будут хедлайнерами фестиваля Dames of Darkness (Вулвергемптон, Великобритания), на котором они ранее выступали в 2009 году (в рамках фестиваля Femme Metal).

### Interlude(2013)
26 февраля 2013 года Delain объявили, что выпустят специальный альбом (сборник) под названием Interlude, в который войдут новые песни, каверы, концертные треки, специальные версии предыдущих песен и бонусный DVD. Он выходил в разные даты в течение первой недели мая по всему миру.

### The Human Contradiction(2014)
23 января 2014 года Delain объявили, что они выпустят новый альбом под названием The Human Contradiction. Он был выпущен 5 апреля 2014 года в Европе и 8 апреля 2014 года в Северной Америке.
4 июня 2014 года было объявлено, что барабанщик Сандер Зоер уйдет из группы по личным причинам; он продолжит работать за кулисами Delain. Было объявлено, что заменяющим барабанщиком станет Рубен Израэль, который заменил Зоера во время тура Delain с Kamelot. Зоер продолжал выступать до сентября, пока не ушел по личным причинам и не был заменен Израилем.
Группа взяла с собой Мерел Бехтольд в качестве второго гитариста в свое турне по Великобритании в ноябре 2014 года. Басист Отто Шиммелпеннинк ван дер Ойе получил травму 26 ноября 2014 года, когда в него случайно попала серпантинная пушка, в результате чего у него разорвалось левое яичко. Говорили, что этот инцидент был вызван неуверенным расположением сцены, поскольку на сцене было шесть человек вместо обычных пяти. Пока он выздоравливал, группа использовала заранее записанные партии баса. Непоправимого ущерба нанесено не было, и с 12 января 2015 года Шиммелпеннинк ван дер Ойе возобновил гастроли. Мерел Бехтольд замещала гитариста Тимо Сомерса до февраля из-за плотного графика Сомерса.
Delain гастролировала с Sabaton и Battle Beast, а также по Северной Америке с Sabaton в качестве поддержки Nightwish в первой половине 2015 года и вернулась в Латинскую Америку в октябре в качестве их поддержки. Delain снова гастролировала в качестве поддержки во время второго тура Nightwish по Северной Америке в 2016 году с Sonata Arctica. Это стало четвертым годом подряд, когда группа гастролировала по Соединенным Штатам и Канаде.
19 октября 2015 года Delain сделал постоянным участником постоянно гастролирующую гитаристку Мерел Бехтольд.

### Lunar Prelude(2016)
Delain анонсировала восьмидорожечный EP с новыми и концертными песнями под названием Lunar Prelude. Мини-альбом был выпущен 19 февраля 2016 года. Их первый сингл Suckerpunch с мини-альбома был выпущен 7 февраля.

### Hunter’s Moon(2019)
13 декабря 2018 года Delain анонсировали новый EP под названием Hunter’s Moon, выпуск которого остоялся 22 февраля 2019 года. 11 января 2019 года выпшел первый сингл с мини-альбома и клип «Masters of Destiny».
16 июня 2019 года гитаристка Мерел Бехтольд объявила, что она мирно покидает группу, чтобы заняться другими музыкальными интересами. Неделю спустя на Graspop Metal Meeting состоялось её последнее выступление с Delain.

### Apocalypse & Chill(2020)
Группа официально объявила название своего шестого студийного альбома Apocalypse & Chill 29 ноября 2019 года. Он был выпущен 7 февраля 2020 года. За четыре с небольшим месяца до этого, а именно 27 сентября 2019 года, был выпущен «Burning Bridges» — первый сингл с альбома, который дебютировал несколькими днями ранее во время их тура по Северной Америке. 15 ноября 2019 года был выпущен второй сингл с этого альбома «One Second».
Во время пандемии COVID-19 группа была номинирована вокалисткой группы Arch Enemy Алиссой Уайт-Глаз на участие в благотворительном онлайн-концерте под названием «Вместе дома». Вокалистка Шарлотта Весселс и гитарист Тимо Сомерс приняли участие в записи акустической версии песен и были финальными исполнителями номинаций.

### Возвращение к корням (2021)
15 февраля 2021 года все участники Delain опубликовали заявления, из которых следует, что все, кроме основателя группы Мартайна Вестерхольта, покидают группу, и Delain «возвращается к корням», вновь становясь его сольным проектом с множеством приглашенных музыкантов, как это было во времена первого альбома Lucidity.

## Награды и номинации
| Год  | Премия                  | Номинация            | Номинируемая работа | Результат |
| ---- | ----------------------- | -------------------- | ------------------- | --------- |
| 2007 | MTV Europe Music Awards | New Sounds of Europe | Delain              | Номинация |
| 2007 | TMF Awards (Бельгия)    | Best Rock            | Delain              | Номинация |

## Состав группы

### Текущий
- Мартейн Вестерхольт — клавишные

### Бывшие участники
- Рубен Израэль — барабаны
- Мерель Бехтольд — гитара
- Анне Инверниззи — вокал
- Рональд Ланда — вокал, гитара
- Рай ван Ленте — гитара
- Рой ван Энкхёйзен — гитара
- Франк ван дер Мейден — гитара
- Мартейн Виллемсен — бас-гитара
- Тим Купер — барабаны
- Сандер Зур — барабаны
- Роб ван дер Ло — бас-гитара (до 8 апреля 2010)
- Шарлотта Весселс — вокал
- Тимо Сомерс — гитара
- Джой Марин де Бур — барабаны
- Отто Барон Схиммелпеннинк ван дер Ойе — бас-гитара, бэк-вокал

### Состав 2002 года
- Рой ван Энкхюйзен — Гитары (2002)
- Франк ван дер Мейден — Гитары (2002)
- Анне Инверницци — Вокал (2002)
- Мартайн Виллемсен — Бас-гитара (2002)
- Тим Кюпер — Ударные (2002)
- Мартейн Вестерхольт — клавишные

### Сессионные участники
- Марко Хиетала — бас-гитара, вокал

## Дискография

### Студийные альбомы
- 2006 — Lucidity
- 2009 — April Rain
- 2012 — We Are the Others
- 2014 — The Human Contradiction
- 2016 — Moonbathers
- 2020 — Apocalypse & Chill
- 2023 — Dark Waters

### Мини-альбомы
- 2016 — Lunar Prelude
- 2019 — Hunter’s Moon
- 2024 — Dance With The Devil

### Сборники
- 2013 — Interlude

### DVD
- 2017 — A Decade of Delain: Live at Paradiso

### Синглы
- 2006 — «Frozen»
- 2007 — «See Me in Shadow»
- 2007 — «Shattered»
- 2008 — «The Gathering»[18]
- 2009 — «Stay Forever»
- 2009 — «April Rain»
- 2009 — «Smalltown Boy»
- 2010 — «Nothing Left»
- 2012 — «Get the Devil out of Me»
- 2012 — «We are the Others»
- 2013 — «Are You Done with Me»
- 2014 — «Your Body Is a Battleground»
- 2014 — «Stardust»
- 2015 — «Sing to Me»
- 2016 — «Suckerpunch»
- 2016 — «The Glory and the Scum»
- 2016 — «Fire with Fire»
- 2019 — «Masters of Destiny»
- 2019 — «Burning Briges»
- 2019 — «One Second»
- 2020 — «Ghost House Heart»
- 2022 — «The Quest and the Curse»
- 2022 — «Beneath» (feat. Paolo Ribaldini)
- 2023 — «Moth to a Flame»
- 2023 — «Queen of Shadow»
- 2024 — «Dance With The Devil»
- 2024 — «The Reaping»

### Демо
- 2002 — Amenity